# Zweisimmen
Zweisimmen (toponimo tedesco) è un comune svizzero di 3 770 abitanti del Canton Berna, nella regione dell'Oberland (circondario di Obersimmental-Saanen).

## Geografia fisica
Zweisimmen si trova nella Simmental.

## Storia
Zweisimmen è stato il capoluogo del distretto di Obersimmental fino alla sua soppressione nel 2009.

## Monumenti e luoghi d'interesse

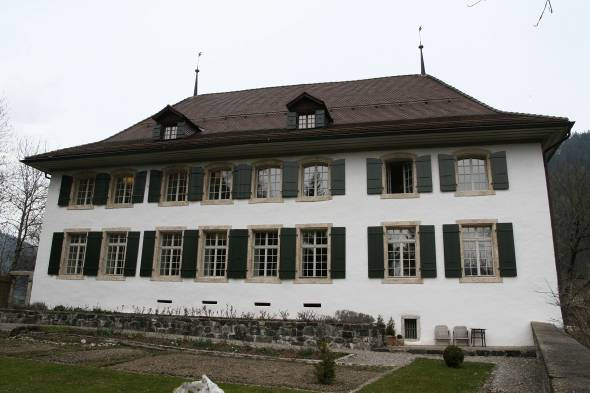
Il castello di Blankenburg

- Chiesa riformata (già di Santa Maria), attestata dal 1228 e ricostruita nel XIII-XV secolo[1];
- Castello di Blankenburg in località Blankenburg, attestato dal 1329 e ricostruito nel 1768-1770[1][2];
- Rovine del castello di Mannenberg, attestato dal 1304[1][3].

## Società

### Evoluzione demografica
L'evoluzione demografica è riportata nella seguente tabella:
Abitanti censiti

## Geografia antropica

### Frazioni
Le frazioni di Zweisimmen sono:
- Betelried
  - Blankenburg[2]
- Grubenwald
- Mannried
- Mosenried
- Reichenstein-Oeschseite

## Economia
Zweisimmen è una località turistica, sviluppatasi a partire dal 1881, e, dal 1920, una stazione sciistica.

## Infrastrutture e trasporti

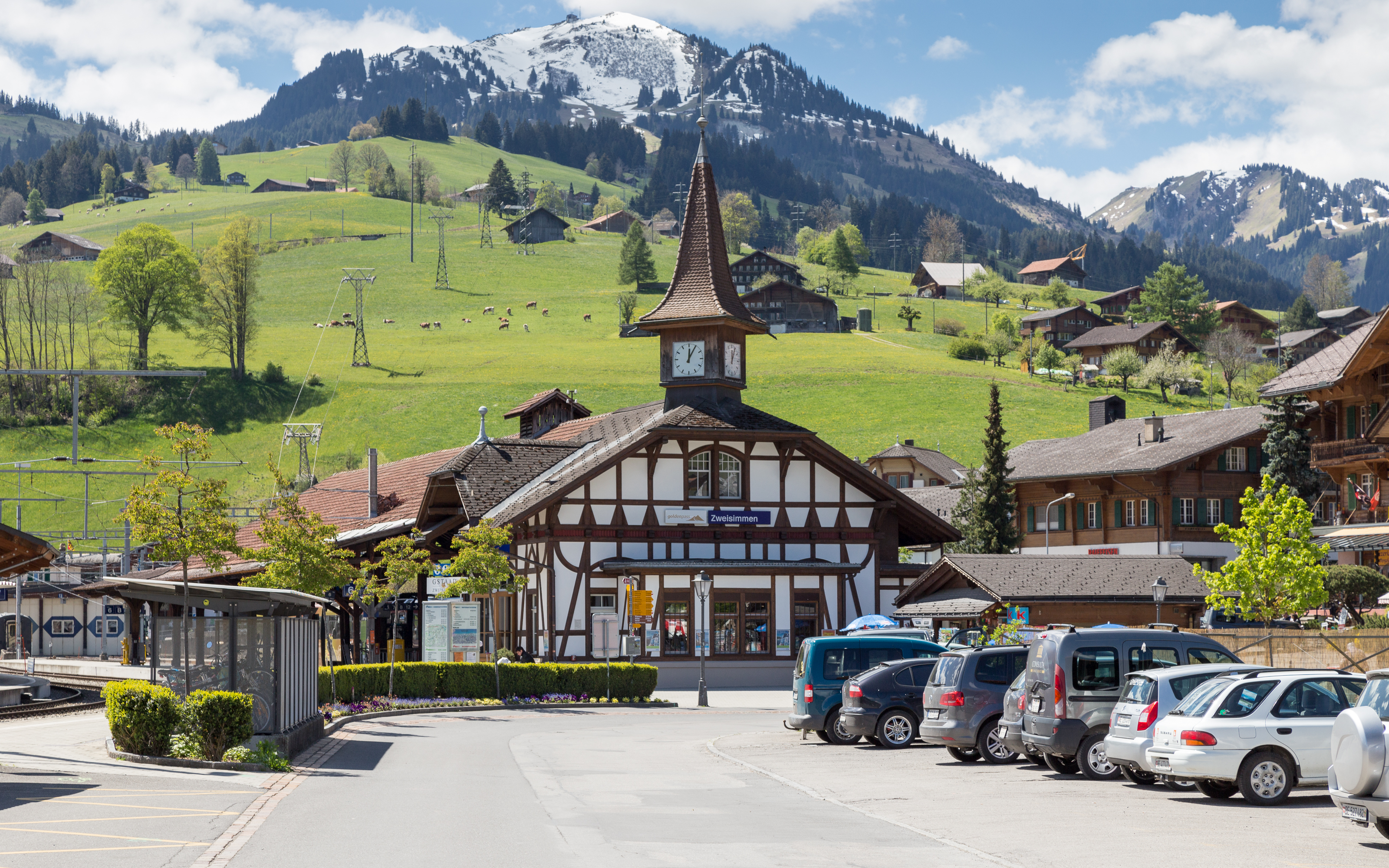
La stazione di Zweisimmen

Zweisimmen è servito dall'omonima stazione e da quelle di Blankenburg e di Grubenwald sulle ferrovie Montreux-Oberland Bernese e Spiez-Zweisimmen.

## Amministrazione
Ogni famiglia originaria del luogo fa parte del cosiddetto comune patriziale e ha la responsabilità della manutenzione di ogni bene ricadente all'interno dei confini del comune.

## Sport
Zweisimmen ha ospitato tra l'altro gare della Coppa Europa di freestyle e dei Campionati svizzeri di sci nordico